# Make It On My Own
「Make It On My Own」（メイク・イット・オン・マイ・オウン）は、荻野目洋子の
37枚目のシングル。1997年8月21日にビクターエンタテインメントよりリリースされた。

## 解説
- 荻野目洋子初のマキシシングル。日本語詞のシングル・バージョンと英語詞のOriginal Mixの他に、リミックス・バージョンを収録。
- Alison Limerickのカバー曲である。
- プロデュースはMONDO GROSSOの大沢伸一。
- エンジニア（Recorded & Mixed）にDave Darlington（デイヴ・ダーリントン）を迎えている。
- マスタリング・エンジニアはTom Coyne（トム・コイン）。
- ジャケット写真の撮影は、前作「LOOK UP TO THE SKY」に続き平間至が担当。
- 同日に、『Make It On My Own "LIMITED CLUB MIXES"』のタイトルで12inch Analog Discも発売されている。

## 収録曲
全作詞・作曲：Steave Anderson - Junior Giscombe - Alan Glass - Alison Limerick - Robbie Taylor　編曲：大沢伸一
1. Make It On My Own
訳詞：沖野修也
2. Make It On My Own (Original Mix)
3. Make It On My Own (The Room Classics Mix)
4. Make It On My Own (Instrumental)

## 12inch『Make It On My Own "LIMITED CLUB MIXES"』収録曲
1. Make It On My Own (Original Club Mix)
2. Make It On My Own (The Room Classics Mix)
3. Make It On My Own (Murphy’s Club Mix)
4. Make It On My Own (Instrumental)